# Sint-Lodewijkskerk (Luik)

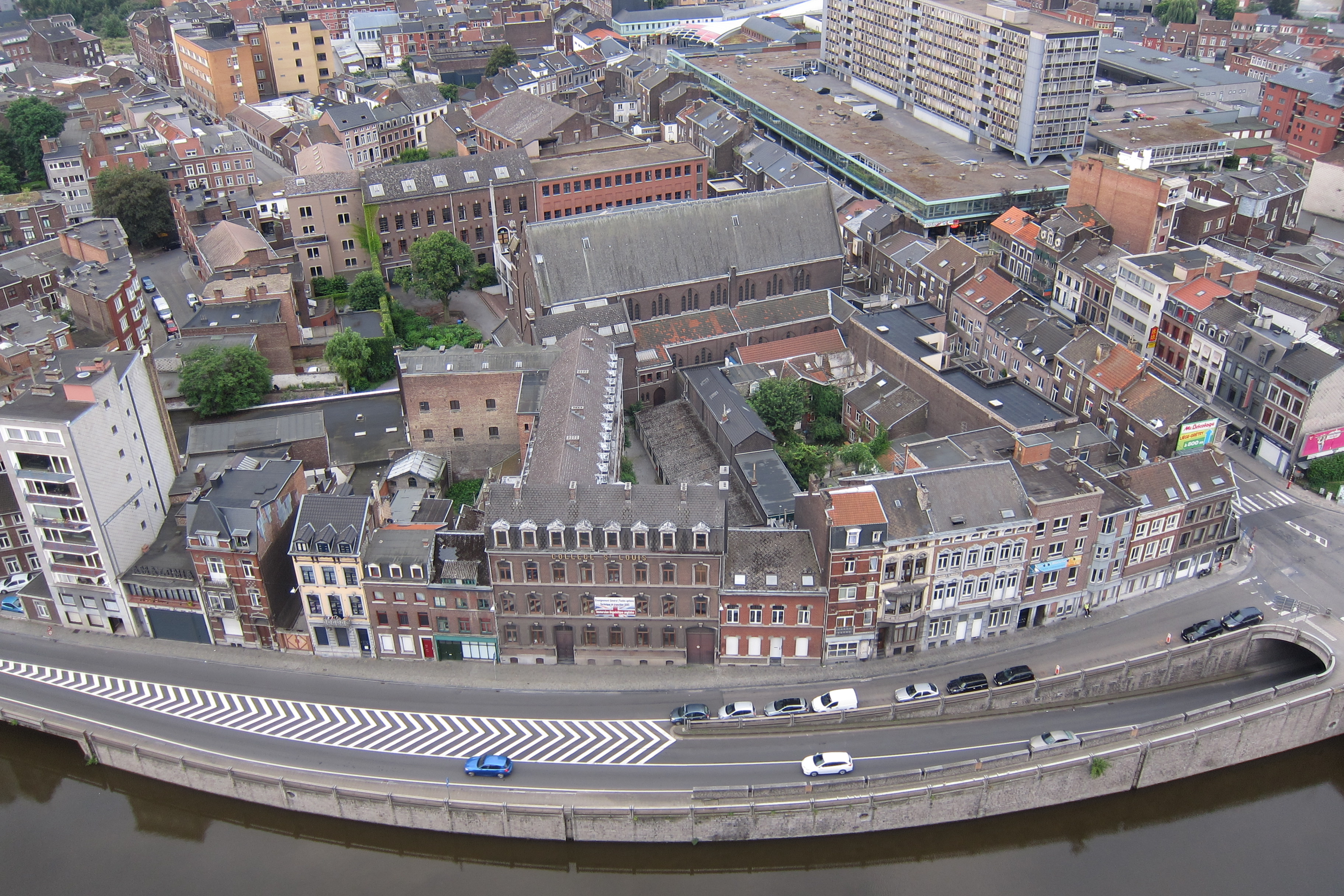
Panorama van Luik met Sint-Lodewijkskerk

De Sint-Lodewijkskerk (Frans: Église Saint-Louis) is de parochiekerk van de wijk Longdoz in de Belgische stad Luik, gelegen aan de Rue Grétry 45.
Deze kerk, die geheel binnen huizenblokken is gelegen, is toegankelijk via een huis aan de straatwand, waar zich slechts een enigszins monumentale poort bevindt. Via een lange gang kan dan de eigenlijke kerk worden betreden.

## Geschiedenis
Het is een neogotisch bouwwerk dat gebouwd is van 1892-1893 naar ontwerp van Clément Léonard. Aanvankelijk een kapel van het Sint-Lodewijkscollege (Collège Saint-Louis) werd het in 1956 een parochiekerk.

## Gebouw
Het is een driebeukig basilicaal kerkgebouw van acht traveeën en vlakke koorafsluiting. Aan de zuidwestpunt van het gebouw is een bescheiden klokkentoren onder zadeldak. Het gebouw is van baksteen met omlijstingen en dergelijke van kalksteen.
Het interieur bevat muurschilderingen (1896-1897) door Adolphe Tassin, welke diverse heiligen voorstellen die voortgekomen zijn uit de orde der Jezuïeten. De scheimuren tonen bogen die rusten op smalle kolommen van kalksteen met kapitelen die bladmotieven bevatten.